# Nicolau Dias de Velasco
Nicolau Dias de Velasco ou Nicolao Doizi de Velasco (Portugal, c. 1590 — Nápoles?, 1659) foi um guitarrista, cantor e compositor português do Barroco.

## Biografia

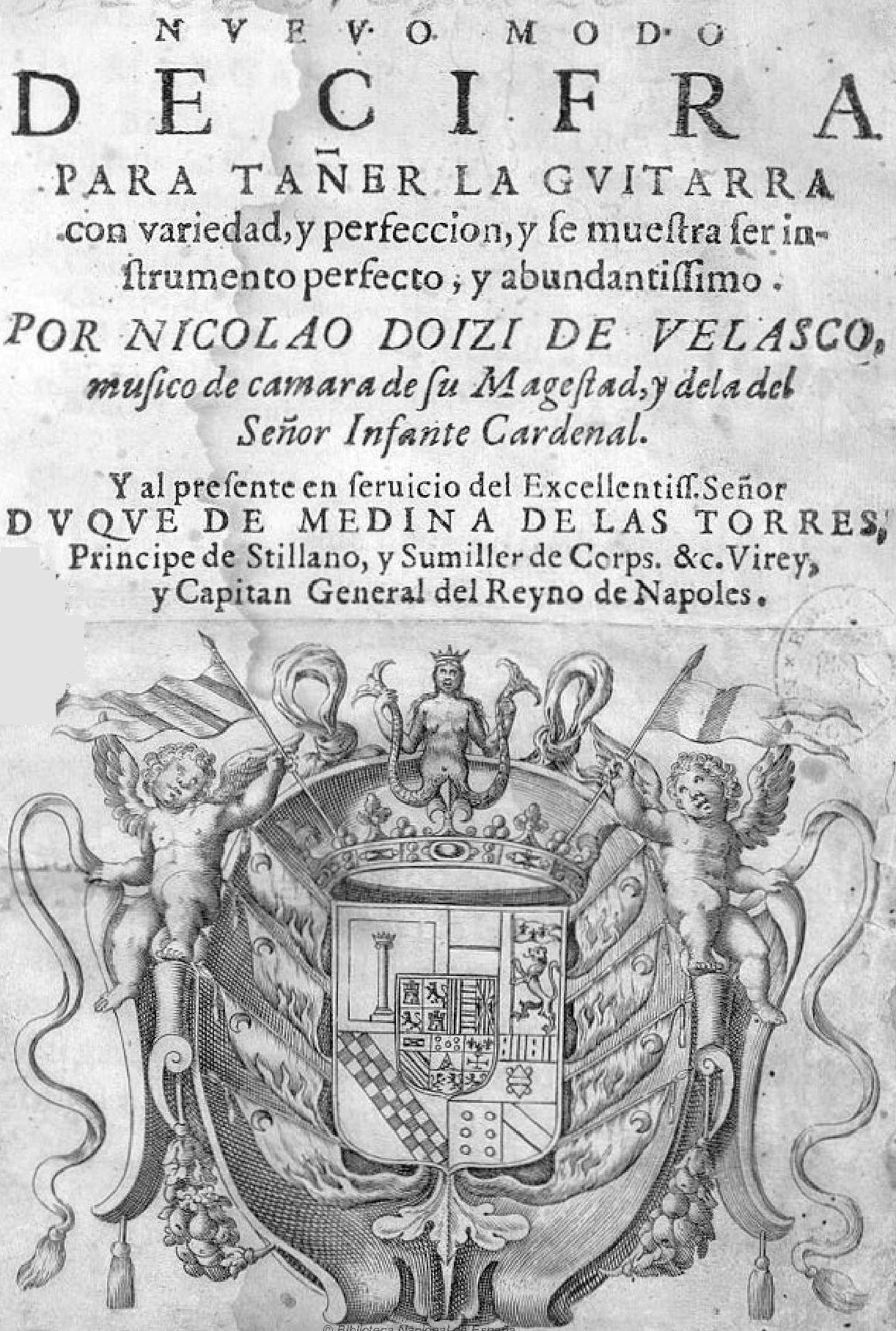
Nuevo Modo de Cifra Para Tañer La Guitarra (1640)

Nicolau Dias de Velasco nasceu no Reino de Portugal por volta de 1590 mas desenvolveu a sua atividade como guitarrista e compositor em Espanha, onde foi músico de câmara do rei D. Filipe IV (III de Portugal) e do seu irmão, o Cardeal-Infante D. Fernando de Áustria. Viveu em Madrid onde refere ter conhecido Vicente Espinel (1550-1624).
Viria a estabelecer-se em terras italianas, ao serviço do vice-rei de Nápoles Ramiro Núñez de Guzmán e italianizou o seu apelido para "Doizi". Foi nessa condição que Escreveu e publicou uma obra chamada Nuevo Modo de Cifra Para Tañer la Guitarra con variedad, y perfeccion, y se muestra ser instrumento perfecto, y abundantissimo que publicou em Nápoles no ano de 1640. É um tratado onde o autor apresenta um "nuevo modo de cifra" com vista a demonstrar que "la guitarra es instrumento perfecto". Essa publicação revelou-se influente e foi posteriormente citada, por exemplo, pelo compositor espanhol Gaspar Sanz. Morreu em 1659.

## Obra
- 1640 - Nuevo Modo de Cifra Para Tañer la Guitarra con variedad, y perfeccion, y se muestra ser instrumento perfecto, y abundantissimo (Nápoles: Egidio Longo).[2][3]

### Obra perdida
- Alguns tonos humanos[2]